# جزیره شاتر
«جزیره شاتر» (انگلیسی: Shutter Island) رمانی مهیج جنایی نوشتهٔ دنیس لهان است که در سال ۲۰۰۳ منتشر شد.